# Hercostomus chetifer
Hercostomus chetifer är en tvåvingeart som först beskrevs av Walker 1849.  Hercostomus chetifer ingår i släktet Hercostomus och familjen styltflugor. Inga underarter finns listade i Catalogue of Life.